# Саджавка (село)
Саджа́вка — село в Україні, у Коломийській міській громаді Надвірнянського району Івано-Франківської області. До 2018 року — адміністративний центр Саджавської сільської ради, якій підпорядковувалося село Кубаївка.

## Географія
Село Саджавка розташоване за 58 км від обласного центру та 22 км від районного центру, на березі річки Прут. Через село тече однойменна річка та пролягають автошлях територіального значення Т 0905 й залізнична лінія Коломия — Делятин, на якій розміщений однойменний зупинний пункт.

## Історія

### Стародавні часи
Вперше село згадується в документах 1400 року. Назва річки дала назву селу.
Перші поселенці на берегах притоки річки Прут оселилися у XV столітті. Це були втікачі із татарських ясирів Рогатинщини і Снятинщини, які тікали річкою Прут вглиб Карпат, у непрохідні ліси, подалі від яничарів. Прут у ті часи був повноводний і часто розливаючись із берегів, затоплював навколишні поля. Оселятися на його берегах було невигідно, а невеликі його притоки створювали вигідні умови для проживання. Річка, яка починалася під Ділками, була нешвидкою, з численними поворотами русла течії, вибиваючи після дощу великі і глибокі ями, де перші мисливці в цих плесах встановлювали плетені з лози сажі для вирощування риби. Майже кожен житель поселення мав свій саж. Річку за ці плетені сажі і назвали Саджавочкою, а село — Саджавкою.
У податковому реєстрі 1515 року документується 4 лани (близько 100 га) оброблюваної землі.

### Австрійське панування: XIX— початок XX століть
У 1772 році, після першого поділу Польщі, Саджавка, як і вся Галичина, була тимчасово окупована Австрійською імперією. Село було підпорядковане Надвірнянській домінії Станиславівського округу новоутвореного Королівства Галичини та Володимирії.
Переломним в історії краю став 1848 рік, коли австрійський цісар Фердинанд видав указ про скасування панщини в Галичині. Селяни стали рівноправними громадянами Австро-Угорщини. На честь цієї події в центрі Саджавки, біля старої школи, був встановлений пам'ятний хрест і висаджені чотири липи.
Станом на 1857 рік в Саджавці проживало 1963 осіб, налічувалося 393 га орної землі та 1224 га присадибної. Однак, у 1860-х роках XIX століття, понад половини населення села померла від холери. Ще й досі на околиці села існує так званий «холерний цвинтар». У 1867 році створено Надвірнянський повіт на чолі зі старостою.
На початку XX століття через село проклали залізницю Делятин — Коломия. У 1905 році перший паровий локомотив проїхав цією залізницею через село.
У 1910 році за ініціативою свідомих мешканців засновується Товариство «Січ», першим головою якого був Іван Данилюк. Члени «Січі» проводили завзяту боротьбу з алкоголізмом. Багато січовиків, а за ними й свідомих селян вступають до товариства «Відродження», яке очолив парох Саджавки о. Ісидор Бобикевич. У 1912 році зведено церкву Святої Покрови. 
Під час Першої світової війни село Саджавка було ареною запеклих боїв між російськими та австро-угорськими військами.
У 1918 році Австро-Угорщина, зазнавши поразки у Першій світовій війні, розпалася. Над краєм нависла загроза польської окупації.

### Міжвоєнна Польща (1918—1939)
1 листопада 1918 року, з проголошенням Західно-Української Народної Республіки (ЗУНР), Саджавка почала розбудовуватися. На захист молодої держави стала Українська галицька армія (УГА), в лавах якої воювали проти польських окупантів і добровольці з села Саджавка. Проте, у вирі боротьби, ЗУНР не втрималася. З 1919 по 1939 роки Саджавка перебувала під польською окупацією.
У 1920-х роках в селі спостерігалося національно-культурне відродження. Відновило свою діяльність товариство «Січ», ожило товариство «Просвіта», яке очолив парох села о. Ісидор Бобикевич. Згодом головою «Просвіти» став Василь Андрушко.
У 1925 році в Саджавці збудовано першу читальню «Просвіти» в долішньому кінці села. У 1927 році зведено другу читальню. Навколо читалень «Просвіти» гуртується майже вся молодь, що прагнула збагатитися знаннями про свій народ. Аматорські гуртки, створені при читальнях, давали театральні вистави не лише в Саджавці, але й у Делятині, Надвірній, Коломиї. При читальнях «Просвіти» засновується жіноче товариство «Союз Українок» (очолила Дарія Андрушко); гурток «Сільського Господаря» (перший голова Михайло Добощук); Спортивне Товариство з ланками копаного м'яча, відбиванки й настільного тенісу; кооперативна крамниця «Прут».
За ініціативою активіста «Просвіти» Василя Лащука посеред села при головній дорозі була висипана стрілецька могила на честь героїв визвольних змагань 1918–1920 рр.
У 1937 році в Саджавці виникло Товариство радикальної молоді імені М. Драгоманова «Каменярі», головою якого було обрано Онуфрія Томащука. 1938 року польська влада закриває в селі обидві читальні «Просвіти».
У 1930-х роках широку діяльність розгорнули в Саджавці підпільні осередки Української Військової Організації (УВО) та Організації Українських Націоналістів (ОУН). Під їх проводом виростало покоління молодих, ідейних патріотів-націоналістів.

### Визвольні змагання (1940—1950)
У вересні 1939 року, після розгрому Польщі гітлерівською Німеччиною, в наш край з «визвольною місією» прийшли радянські війська. Жителі Саджавки стали громадянами Радянського Союзу.
У 1940 році падають перші жертви сталінських репресій. Заарештовано члена ОУН Якова Михасюка, який гине в надвірнянській тюрмі. Органами НКВС схоплено молодого науковця і письменника Івана Давидяка, обставини смерті якого невідомі досі. Репресовано і вивезено до Сибіру голову Товариства «Каменяр» Онуфрія Томащука та кооперативних діячів Степана Мельника й Федора Якубяка. Із встановленням радянської влади у селі заборонено діяльність усіх національних товариств, обидві читальні «Просвіти» перетворено на клуби.
22 червня 1941 року, початок німецько-радянської війни, перекреслив ворожі плани. Протягом 1941—1944 років Саджавка була тимчасово окупована німецько-фашистськими загарбниками. Понад 500 саджавчан за цей період було вислано на каторжні роботи до гітлерівської Німеччини. Незважаючи на терор нових окупантів у Саджавці організовується під керівництвом ОУН відділ охорони села. Одночасно створюється спільно з сусідніми селами Самооборонний Кущовий Відділ (СКВ). Восени 1943 року загони СКВ, за участю саджавської боївки ОУН, здобули без жодного пострілу місто Делятин. Чимало юнаків із Саджавки поповнили військово-вишкільні курси в таборах УПА. 12 добровольців з села брали участь у боях під Бродами у 1944 році у складі дивізії «Галичина». 28 липня 1944 року Саджавка звільнена від німецько-фашистських окупантів, проте в селі вдруге встановлено радянську владу. 280 саджавчан було мобілізовано до Червоної армії, з яких 65 чоловік загинуло на фронтах Другої світової війни.
У Саджавці й навколишніх селах розгортається затяжна збройна боротьба Української повстанської армії проти московсько-більшовицького засилля, яка тривала до початку 1950-х років.
16 вересня 1951 року втік з рук катів захоплений 29 серпня 1951 року перевертнями на службі в МДБ 21-річний підпільник «Гриць» — Петро Романів із села Саджавки Надвірнянського району та схоплений двома тижнями раніше старший на вісім років уродженець села Маняви Богородчанського району Петро Білусяк — «Дорошенко». 25 січня 1952 року обидва друзі-повстанці геройськи загинули від чекістських куль із засідки в селі Поляниці Яремчанського району. 

### У незалежній Україні
У 1991 році, біля місцевої школи, відкрито пам'ятник Тарасові Шевченку. Освячена символічна могила борцям за волю України. Відбулося християнське перепоховання односельчан — жертв сталінських репресій у братській могилі в Ланчині.
1992 року — освячений пам'ятний хрест за річкою Прут, на честь воїнів УПА, що загинули від рук більшовиків.
1994 року — збудовано і освячено капличку в Березині на місці загибелі легендарного «Сича».
1998 року — ліквідовано колективне господарство та розпаювання колгоспної землі.
1999 року — введено в дію новий корпус початкової школи.
2000 року — освячена нова греко-католицька церква Святої Покрови.
2002 року — урочисте відзначено 60-річчя УПА.
2003 року — відкритий музей історії села Саджавка.
2004 року — жителі села брали активну участь у Помаранчевій революції, акції на підтримку кандидата в Президенти України Віктора Ющенка.
2005 року відбулися вибори сільського голови, на яких перемогу отримав Олег Кисляк. Розпочалась  газифікація села.
2006 року урочисте відзначено 100-річчя з дня народження Івана Давидяка.
2009 року завершена газифікація Саджавської середньої загальноосвітньої школи.
2010 року відбулися вибори сільського голови, на яких перемогу отримав Михайло Христан.
2015 року на виборах сільського голови здобув перемогу Андрій Кузьмин.
6 вересня 2018 року, в ході децентралізації, Саджавка увійшла до складу Коломийської міської громади Коломийського району.
2020 року на виборах сільського голови обраний Василь Христан.

## Населення

### Мова
Розподіл населення за рідною мовою за даними перепису 2001 року:
| Мова            | Кількість | Відсоток |
| --------------- | --------- | -------- |
| українська      | 3429      | 99.74%   |
| російська       | 6         | 0.17%    |
| румунська       | 2         | 0.06%    |
| інші/не вказали | 1         | 0.03%    |
| Усього          | 3438      | 100%     |

## Історія освіти в Саджавці

### Австрійський період
Відповідно до реформи народної школи, проведеної в Австрії 1777 року, по всій Галичині почали виникати церковнопарафіяльні школи, якими займалась місцева церковна парафія.
У XIX столітті така школа існувала і в Саджавці. Тут діти навчалися читати, писати і рахувати. Старе приміщення школи, яке збереглося до наших днів, стоїть неподалік від того місця, де річка Саджавочка перетинає центральну вулицю села.
На початку XX століття в Саджавці діяла двокласна державна школа. Відомо, що у 1900 році в селі було два вчителі, які навчали українською мовою 45 учнів.
Довголітнім управителем школи був свідомий громадянин села Іван Зубаль. Він брав активну участь у діяльності Надвірнянського окружного відділу Товариства взаємної допомоги українського учительства, створеного у 1905 році для захисту прав українських педагогів.
У 1912 році із 29 шкіл Надвірнянщини було лише дві шестикласові (в Надвірній), дві чотирикласні (Ланчин, Делятин) та дві двокласні (Саджавка і Добротів).

### Польський період
У 1924 році польський уряд затвердив закон, відповідно до якого основним типом школи в Галичині ставала двомовна (утраквістична) школа. В ній обов'язково вивчалися польська мова, польська історія і наука про Польщу. Така двомовна школа діяла і в Саджавці.
З приходом поляків Іван Зубаль був усунений від керівництва школою. На його місце було призначено спольщеного німця Мар'яна Лянґенвірца. За спогадами старожила Михайла Петровича Андрійчука, перед початком навчального року треба було подати десь близько 30 декларацій (заяв) від батьків, аби дозволили вивчати в школі українську мову.
У 1929 році сільські патріоти з Товариства «Рідна школа», відстоюючи право навчати дітей рідною мовою, відкрили в Саджавці приватну школу, яка проіснувала чотири роки. У 1933 році польська влада її закрила.
За ініціативи саджавського «Союзу Українок» був організований також дитячий садок під назвою «Рідна школа», де вихователькою була Юстина Данилюк.
У 1938 році в Саджавській шестикласовій школі працювало 6 вчителів і навчалося 112 учнів. Протягом 1930-х років директорами школи були Яворський, Бриндзей.
У 1939 році, через встановлення радянської влади, проведено облік усіх дітей шкільного віку. У школі запроваджувалося вивчення російської мови.
У період німецької окупації 1941—1944 років школа в Саджавці продовжувала працювати. Мовою навчання була українська. Директором школи у важкі воєнні роки була жителька Саджавки Юстина Іванівна Данилюк.

### Радянський період
Після війни, із встановленням радянської влади, у школі почалося загальнообов'язкове навчання як дітей шкільного віку, так і переростків. У 1953 році запроваджено обов'язкове семирічне навчання, а з 1959 року школа стала восьмирічною.
У 1963 році в Саджавській школі навчалося 402 учні, працювало 25 учителів. Діяла також вечірня школа сільської молоді, де навчалося 62 учні.
У 1965 році завершено будівництво нової двоповерхової школи.
З 1985 року Саджавську восьмирічну школу реорганізовано в середню.
Директорами школи у радянський період працювали Юстина Іванівна Мікова(1946—1949), Тетяна Тимофіївна Хандосенко (1949—1950), Олександр Юхимович Зеленський (1950–1953), Павло Тихонович Бугаєнко (1953—1958), Григорій Михайлович Кузів (1958—1965, 1978—1987), Василь Лазарович Мосіяш(1965—1978), Михайло Васильович Винник (1988–1994).

### У незалежній Україні
За роки незалежності оновлено навчально-виховний процес, він набув національного забарвлення. Діти отримали змогу прилучатися до національних та гуманістичних загальнолюдських цінностей.
У 1999 році введено в експлуатацію новий корпус початкової школи на вісім класних кімнат.
У 2002/2003 навчальному році в Саджавській загальноосвітній школі працювало 25 класів, в них навчалося 589 учнів. Педагогічний колектив нараховує 60 вчителів.
Навчально-виховний процес у школі проходить під керівництвом директора школи Володимира Яромировича Христана, заступників директора з навчально-виховної роботи Марії Василівни Христан, Оксани Григорівни Мельник, заступника з виховної роботи Марії Михайлівни Мацько.
У 2003 року в школі відкрито історико-краєзнавчий музей.

### Директори Саджавської школи
- Іван Зубаль (перша чверть XX століття)
- Мар'ян Лянґенвірц (1920-ті рр.)
- Яворський (початок 1930-х рр.)
- Бриндзей (кінець 1930-х рр.)
- Юстина Іванівна Данилюк (початок 1940-х рр.)
- Юстина Іванівна Мікова (1946—1949)
- Тетяна Тимофіївна Хандосенко (1949—1950)
- Олександр Юхимович Зеленський (1950—1953)
- Павло Тихонович Бугаєнко (1953—1958)
- Григорій Михайлович Кузів (1958—1965)
- Василь Лазарович Мосіяш (1965—1978)
- Григорій Михайлович Кузів (1978—31.12.1987)
- Михайло Васильович Винник (1988—1994)
- Володимир Яромирович Христан (1994—2006)
- Іван Іванович Кузьмин (2006—2023)

## Соціальна сфера
У селі є ліцей, дитячий садок «Дударик», будинок культури, бібліотека, відділення зв'язку, фельдшерсько-акушерський пункт. Село газифіковане, є вуличне освітлення. Бібліотекою завідує Галина Василівна Христан — член спілки письменників України.

## Церква
- ПЦУ Покрови Пресвятої Богородиці 1911 року побудови. (отець Мирослав Хімейчук).
- УГКЦ Покрови Пресвятої Богородиці (отець Валерій Лендел).

## Символіка

### Герб
Гербом села Саджавка є закруглений щит який пересічено на дві частини. У верхній частині на зеленому полі зображення золотої в'їзної брами з частоколом, у нижній — на золотому тлі зображення водойми овальної форми (Саджавки) з трьома срібними рибами у ній. Герб є промовистим. Щит обрамлений декоративним картушем і увінчаний сільською короною.
В'їзна брама та частокіл нагадують, що в давньоруський період село було важливим форпостом Галицько-Волинської держави, водойма (Саджавка) з трьома рибами символом, від якого населений пункт отримав свою назву. Золоте тло щита у поєднанні з синьою барвою відображають національно-визвольну боротьбу саджавчан за незалежність України впродовж декількох століть. Зелений фон уособлює розташування села в підніжжі вічнозелених Карпатських гір.

### Прапор
Квадратне або прямокутне (розміром 1:2) полотнище, пересічене срібною смугою на дві рівні частини. У верхньому полі на зеленому тлі — срібний контур Карпатських гір, у нижньому, синьому — три срібні риби.
Срібний контур гір на прапорі асоціюється з розташуванням села в підніжжі першої гряди Карпатських гір. Срібна риба у синьому полі є символом найпопулярнішого заняття місцевих жителів — розведення риби саме з часів заснування поселення.

## Сільські голови Саджавки періоду незалежності
- Михайло Ількович Христан (1990—1994)
- Микола Андрійович Христан (1994—2002)
- Михайло Якович Джигринюк (2002—2004)
- Олег Михайлович Кисляк (2005—2010)
- Михайло Ількович Христан (2010—2015)
- Андрій Іванович Кузьмин (2015—2020)
- Христан Василь Васильович (з 2020)

## Особистості
- Андрушко Володимир Васильович (5 грудня 1929) — український педагог, письменник, публіцист, громадсько-політичний діяч.
- Давидяк Іван (1906 — після 1940) — український письменник, автор антибільшовицької книги «Сила чи розум». Ув'язнений і закатований більшовиками.
- Завальнюк Володимир Степанович — актор, режисер, художній керівник київського театру «Перетворення».
- Мидловський Ісидор Михайлович — уродженець села — український актор, театральний діяч і письменник.